# Golden Grand Prix 2017
Il Golden Grand Prix 2017 è stato la 7ª edizione dell'annuale meeting di atletica leggera; le competizioni hanno avuto luogo al Todoroki Stadium di Kawasaki, il 21 maggio 2017. Il meeting è stato la seconda tappa del circuito World Challenge 2017.

## Risultati[1]

### Uomini
| Specialità             | 1º classificato        | Prestazione | 2º classificato        | Prestazione | 3º classificato    | Prestazione |
| 100 m                  | Justin Gatlin          | 10"28       | Aska Cambridge         | 10"31       | Shuhei Tada        | 10"35       |
| 200 m                  | Aaron Brown            | 20"62       | Dedric Dukes           | 20"71       | Kenji Fujimitsu    | 20"93       |
| 800 m                  | Timothy Kitum          | 1'47"03     | Sho Kawamoto           | 1'47"28     | Takumi Murashima   | 1'47"88     |
| 3000 m                 | Paul Kipngetich Tanui  | 7'52"67     | Evan Keitani Kiptum    | 7'52"68     | Hiroki Matsueda    | 7'54"33     |
| 3000 m siepi           | Jairus Kipchoge Birech | 8'19"54     | Nicholas Kiptanui Bett | 8'21"71     | Tesfaye Girma      | 8'32"18     |
| 110 m ostacoli         | Wenjun Xie             | 13"51       | Milan Trajkovic        | 13"52       | Hideki Omuro       | 13"59       |
| 400 m ostacoli         | Quincy Downing         | 48"96       | Takatoshi Abe          | 49"20       | Rasmusi Magi       | 49"25       |
| Salto in alto          | Michael Mason          | 2.30 m      | Takashi Eto            | 2.30 m      | Wang Yu            | 2.28 m      |
| Salto con l'asta       | Hiroki Ogita           | 5.60 m      | Masaki Ejima           | 5.50 m      | Seito Yamamoto     | 5.50 m      |
| Salto in lungo         | Jinan Wang             | 8.14 m      | Changzhou Huang        | 8.06 m      | Shinichiro Shimono | 8.00 m      |
| Salto triplo           | Ruiting Wu             | 17.18 m     | Donald Scott           | 16.97 m     | Matthew O'Neal     | 16.81 m     |
| Lancio del giavellotto | Thomas Röhler          | 86.55 m     | Shih-Feng Huang        | 82.57 m     | Jaroslav Jílek     | 82.46 m     |

### Donne
| Specialità             | 1º classificato    | Prestazione | 2º classificato  | Prestazione | 3º classificato   | Prestazione |
| 100 m                  | Ivet Lalova-Collio | 11"40       | Tawanna Meadows  | 11"44       | Tianna Bartoletta | 11"47       |
| 200 m                  | Ivet Lalova-Collio | 22"98       | Tiffany Townsend | 23"31       | Toea Wisil        | 23"40       |
| 1500 m                 | Nelly Jepkosgei    | 4'06"86     | Lauren Johnson   | 4'07"65     | Jenny Blundell    | 4'08"15     |
| 100 m ostacoli         | Queen Claye        | 12"65       | Tiffany Porter   | 13"00       | Cindy Ofili       | 13"08       |
| Salto in lungo         | Tianna Bartoletta  | 6.79 m      | Shara Proctor    | 6.65 m      | Aiga Grabuste     | 6.49 m      |
| Getto del peso         | Jeneva Stevens     | 18.48 m     | Tianqian Guo     | 17.69 m     | Felisha Johnson   | 17.39 m     |
| Lancio del martello    | Gwen Berry         | 74.13 m     | Sophie Hitchon   | 73.97 m     | Joanna Fiodorow   | 71.46 m     |
| Lancio del giavellotto | Shiying Liu        | 66.47 m     | Kathryn Mitchell | 63.23 m     | Yuki Ebihara      | 60.53 m     |